# Yves Farge
Pour les articles homonymes, voir Farge.
Yves Farge, né le 19 août 1899 à Salon-de-Provence (Bouches-du-Rhône) et mort le 31 mars 1953 à Tbilissi (Géorgie, URSS), est un journaliste, résistant, Compagnon de la Libération et homme politique français.

## Biographie

### Jeunesse et études
Yves Louis Auguste Farge naît dans les Bouches-du-Rhône le 19 août 1899. Sa famille est issue de la classe moyenne. Son père, d'abord expert-comptable, est ensuite nommé professeur au lycée Thiers à Marseille. Sa mère meurt lorsqu'il a trois ans. Il est élevé par son père et sa tante, professeur à l'École supérieure de Nice et militante laïque .
Yves Farge fait son collège au lycée Mignet à Aix-en-Provence. Il adhère aux Jeunesses socialistes. Il étudie ensuite au lycée Thiers. Il se passionne d'écriture et de peinture. Il y reste jusqu'en classe de Première. 

### Débuts dans la vie active
Pendant la Première Guerre mondiale, il est mobilisé comme aide-infirmier. 
Après la guerre, il devient journaliste et travaille au Maroc jusqu'en 1931. Ensuite, il vit à Paris où il travaille pour les revues Monde d'Henri Barbusse et La Lumière, puis à Grenoble où il entre à La Dépêche dauphinoise dont il devient le rédacteur en chef l'année suivante. Après les accords de Munich, il devient pacifiste, il quitte la SFIO et entre au Progrès de Lyon pour y diriger les services de politique étrangère. C'est là que commence son action de résistant à travers des contacts avec Emmanuel d'Astier de la Vigerie, Georges Bidault, Eugène Claudius-Petit puis Jean Moulin et le général Charles Delestraint. En 1942, après le sabordage de la flotte française à Toulon, il se rend sur place et en tire un reportage publié en 1943.

### Le résistant
Il poursuivit ses activités de journaliste au Progrès jusqu'en novembre 1942, mais son collègue Georges Altman l'ayant mis en contact avec le mouvement de résistance Franc-Tireur dès 1941, il devint alors tour à tour : Grégoire, Bessonneau, Pétrequin, Dumaine Lévy, Bonaventure. Il continua son activité journalistique dans la clandestinité et rédigea avec Altman la plupart des éditoriaux du Père Duchesne, journal satirique de Franc-Tireur. Parallèlement, à la même époque, le dirigeant communiste Georges Marrane l'avait fait entrer au comité directeur du Front national.
Yves Farge fut impliqué dans l'histoire du maquis du Vercors, mais l'affirmation trouvée sur le site de l'Ordre de la Libération selon laquelle Jean Moulin lui aurait donné en 1942 la mission d’organiser militairement le maquis du Vercors n'est pas reprise par les historiens. Ces derniers retiennent que Farge a transmis à Jean Moulin fin janvier 1943 une note écrite par Pierre Dalloz sur les possibilités militaires du Vercors. Moulin entérina le projet connu sous le nom de code « Montagnards » après une rencontre entre Farge, Dalloz et le général Delestraint le 10 février 1943,. Devenu commissaire de la République, il sera présent dans le Vercors en juillet 1944 lors de l'épisode de la « République libre du Vercors ».
Il fut aussi membre de l’état-major de l’Armée secrète dirigée par le général Delestraint. Après les arrestations de ces deux grands résistants, il fut recherché par la Gestapo et se rendit à Paris où, contre le Service du travail obligatoire, il présida le Comité d'action contre la déportation. Dans ce cadre, il rencontre les chefs d'entreprise membres de l'Union des cadres industriels de la France combattante (UCICF, devenue UCIF puis UNITEC), dont Léon Blanchard, directeur de l’Énergie électrique du Rhône et du Jura, chargé d'organiser le sabotage des usines du Creusot et futur préfet de l'Ain, ainsi qu'Eugène Roy, avec qui Farge travaille sur la conception de clous tétraédriques capables de percer les pneus des véhicules allemands. 
Devant le refus d'Alban Vistel d'occuper ce poste, le général de Gaulle nomme, en avril 1944, Yves Farge commissaire de la République pour les départements de la région rhodanienne : l'Ain, l'Ardèche, la Drôme, la Savoie, la Haute-Savoie, l'Isère, la Loire et le Rhône. Il rencontre à Paris Michel Debré qui lui remet son ordre de nomination signé par le général de Gaulle ainsi qu'un document lui donnant le pouvoir de nommer les préfets des huit départements. 

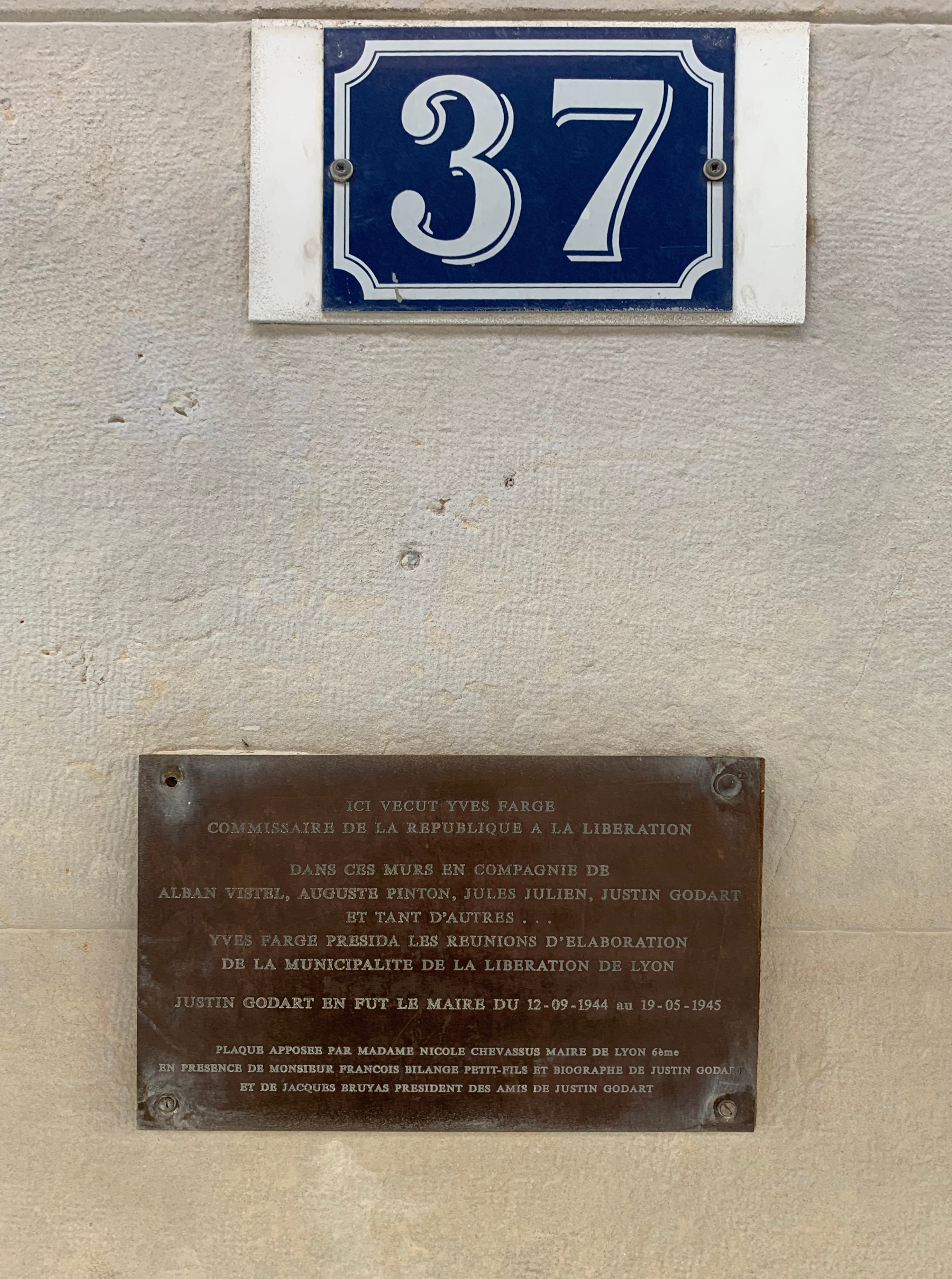
Plaque Ici vécut Yves Farge au 37 rue Bugeaud à Lyon.

Sous le nom de Grégoire, Yves Farge part alors pour Lyon avec son épouse et quelques collaborateurs dont Josèphe Condamin, sa secrétaire. Il s'installe clandestinement dans un appartement mis à sa disposition par son ancienne patronne, Hélène Brémond, copropriétaire du Progrès, au 37 rue Bugeaud, près de la gare des Brotteaux et de la Préfecture. Soutenu par les Mouvements unis de la Résistance et notamment Alban Vistel, il s'attache d'abord à prendre contact avec les résistants de la région, visitant notamment, durant l'été, le maquis du Vercors ainsi que les groupes résistant de l'Ardèche. Dans le Vercors, il organise les secours après l'invasion du plateau et de Vassieux-en-Vercors par les parachutistes allemands le 21 juillet 1944.
Le 23 août, 80 Allemands sont fusillés en Haute-Savoie en représailles du massacre de détenus de la prison Montluc au fort de Côte-Lorette,. Farge menace « de faire fusiller 800 Allemands prisonniers du maquis s'il arrivait quoi que ce soit aux internés de Montluc »,. Dans la soirée du 24 août, le commandant de la prison, l'Hauptmann Boesche, remet les clés au général Chevalier, l'un des prisonniers ; il avait aussi reçu, à 18 heures, 2 parlementaires alsaciens envoyés par le lieutenant Nunninger, qui conduisait avec le commandant Kœnig le Groupe Franc disposé autour de la prison,. Près de 800 prisonniers seront ainsi sauvés.
Le 3 septembre 1944, Farge sort de la clandestinité et salue le drapeau à la croix de Lorraine hissé dans la cour de la Préfecture. Il fait reconnaître ses fonctions de commissaire de la République par le général Diego Brosset, commandant la 1re Division de la France libre qui avait investi la ville, et met immédiatement en place le nouveau Conseil municipal, dirigé par Justin Godart. 
Le même jour, il signe 25 arrêtés qui sont publiés, dès le lendemain, dans le premier numéro du Journal officiel du Commissariat de la République de la région Rhône-Alpes, et qui initient le rétablissement de la République dans la région : ils nomment les responsables des services du Commissariat de la République ainsi que les préfets, suppriment l'impôt-métal et les lois raciales, prévoient la suspension de plusieurs corps constitués largement entachés ou fortement suspectés de collaboration (magistrature, Chambre de commerce, Ordre des avocats, municipalités...). 
Comme tous ses collègues, Farge détient, de début septembre jusqu'au 13 octobre 1944, le droit de grâce délégué par le président du Gouvernement provisoire, le général de Gaulle. Or, c'est durant cette période que les tribunaux d'exception chargés de juger les crimes de collaboration (cour martiale créée le 3 septembre, remplacée par trois cours de justice (Lyon, Grenoble, Chambéry), auxquelles s'ajoutent des tribunaux militaires), tournent à plein régime. Farge reçoit les demandes de grâce adressées par les condamnés à mort, sur lesquelles il doit statuer en quelques heures. Il raconte dans ses mémoires l'émotion que lui procure une telle responsabilité.
Pendant ses quinze mois de présence à Lyon comme commissaire de la République, il s'est énormément mobilisé sur les problèmes de ravitaillement, cruciaux du fait de l'importance de la population lyonnaise. Cette compétence l'amène à prendre le poste de ministre du Ravitaillement en janvier 1946.

### L'homme politique
Homme de gauche sans appartenance politique précise, nommé ministre du Ravitaillement, un poste très difficile, dans le gouvernement provisoire de Georges Bidault, il y travaille du 24 juin 1946 au 16 décembre de la même année. Il dénonce le trafic des vins et procède à l'épuration des services les plus compromis de son ministère. Ce combat contre le marché noir débouche sur la plus grosse affaire politique de ce début de la IVe République, dite le « scandale du vin ». L'affaire est immédiatement politique du fait des personnalités impliquées et de leurs liens avec le Parti socialiste. Yves Farge met ainsi en cause Félix Gouin (SFIO), alors vice-président du Conseil du gouvernement.
Ce progressiste, proche des communistes, participe à la fondation du Mouvement de la Paix en 1947. Il en devient le président jusqu'à sa mort et était également membre du Conseil mondial de la paix. Il dirige alors le journal Action, qui disparaîtra en 1952.
Selon l'essayiste et historien russe Arkadi Vaksberg, son accident de voiture serait un assassinat déguisé, ordonné par les autorités soviétiques.

## Hommage et distinctions

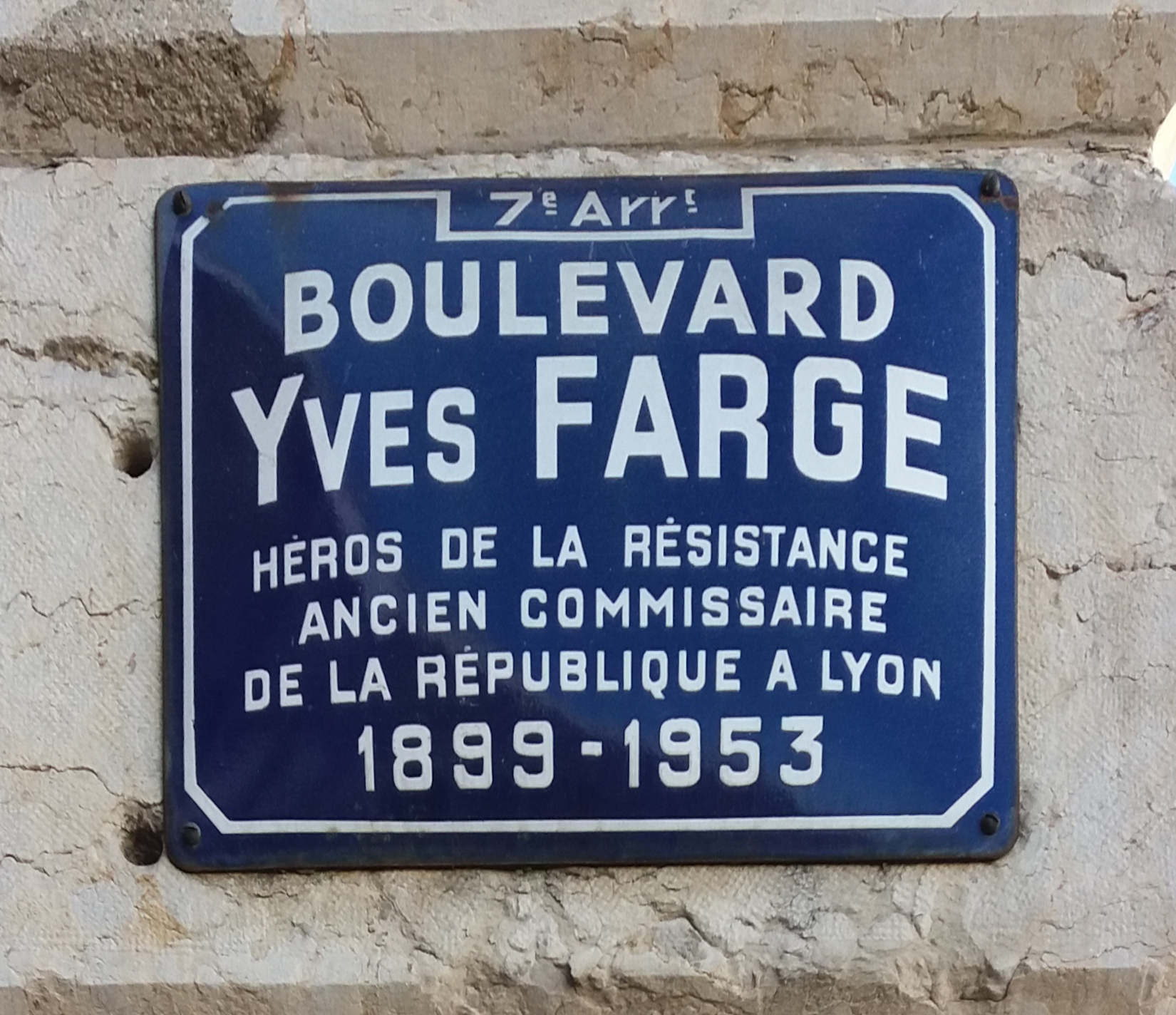
Plaque du boulevard Yves Farge à Lyon.

Divers titres et noms de rues ont été attribués à Yves Farge, puis à sa mémoire.
- Il est fait Compagnon de la Libération par décret du 17 novembre 1945.
- Pour ses actions en faveur de la lutte pour la paix, il reçoit le prix Staline pour la paix en 1953.

Un boulevard de Lyon est nommé en son hommage, le 26 mars 1957, dans le prolongement de la rue de Marseille. Il existe une rue Yves-Farge à Champigny-sur-Marne, ou encore une cité et un square à Bègles (Gironde), qui ont donné leur nom au quartier.

## Œuvres
On lui doit de nombreux ouvrages :
- Toulon, Éditions de Minuit, Paris 1943
- Sauvons nos gosses. À Megève, premier village d'enfants, Lyon, 1945
- Vent des fous, Paris 1946
- Rebelles, soldats et citoyens. Souvenirs d'un Commissaire de la République, Paris 1946
- Le pain de la corruption, Editions du Chêne, Paris 1947
- Lettre au Président Truman, Paris 1949
- La République est en danger, Paris 1950
- La Guerre d'Hitler continue, Paris 1950
- Le sang de la corruption, Paris 1951
- Témoignage sur la Chine et la Corée, Paris 1952
- Un simple mot, Paris 1953
- Histoire vécue de la Résistance. Rebelle soldat et citoyen, carnet d'un Commissaire de la République, Genève 1971

### Filmographie
- Alias Caracalla, au cœur de la résistance (téléfilm), réalisé par Alain Tasma en 2013, France 3, joué par Thierry Hancisse.